# Mycetoporus montanus
Mycetoporus montanus är en skalbaggsart som beskrevs av Luze 1901. Mycetoporus montanus ingår i släktet Mycetoporus, och familjen kortvingar. Arten är reproducerande i Sverige.